# Neck and Neck
Neck and Neck è un album di Mark Knopfler, realizzato in collaborazione con Chet Atkins, pubblicato nel 1990. In questo album, Knopfler si toglie la soddisfazione di abbandonare per un po' i Dire Straits, per suonare con uno dei suoi miti di gioventù, Chet Atkins, l'ex chitarrista degli Everly Brothers.

## Il disco
Si tratta di un album all'insegna del piacere di suonare, divertendosi, senza nessun regalo al marketing. I due leggendari autori si divertono a "chiacchierare" e prendersi in giro con le chitarre, regalando un piccolo gioiello che spazia con indifferenza dal country al jazz, passando per il più puro rock and roll.

## Tracce
1. Poor Boy Blues – 4:01
2. Sweet Dreams – 3:24
3. There'll Be Some Changes Made – 6:28
4. Just One Time – 3:03
5. So Soft, Your Goodbye – 3:16
6. Yakety Axe – 3:24
7. Tears – 3:54
8. Tahitian Skies – 3:18
9. I'll See You in My Dreams – 2:59
10. The Next Time I'm in Town – 3:21

- Poor Boy Blues è composta da Paul Kennerley.
- Sweet Dreams e Just One Time sono composte da Don Gibson.
- There'll Be Some Changes Made è una parodia di Margaret Archer, Chet Atkins e Mark Knopfler sulla melodia dell'omonima canzone scritta da Billy Higgins e Benton Overstreet.
- So Soft, Your Goodbye è composta da Randy Goodrum.
- Yakety Axe è composta da Boots Randolph, James Rich e Merle Travis.
- Tears è composta da Django Reinhardt e Stéphane Grappelli.
- Tahitian Skies è composta da Ray Flacke.
- I'll See You in My Dreams è composta da Isham Jones e Gus Kahn.
- The Next Time I'm in Town è composta da Mark Knopfler.

## Formazione

### Gruppo
- Mark Knopfler - chitarra e voce
- Chet Atkins - chitarra e voce
- Guy Fletcher - tastiera, basso e batteria
- Steve Wariner - basso
- Edgar Meyer - basso
- Dan Dugmore - chitarra pedal steel
- Larrie Londin - batteria
- Paul Franklin - chitarra pedal steel

### Altri musicisti
- Vince Gill - cori
- Mark O'Connor - violino, mandolino
- Floyd Cramer - pianoforte